# Jena, Timiș
Jena este un sat în comuna Gavojdia din județul Timiș, Banat, România.

## Istorie
Pe teritoriul satului s-au descoperit vestigii romane. Prima mențiune documentară datează din 1285.

## Populația

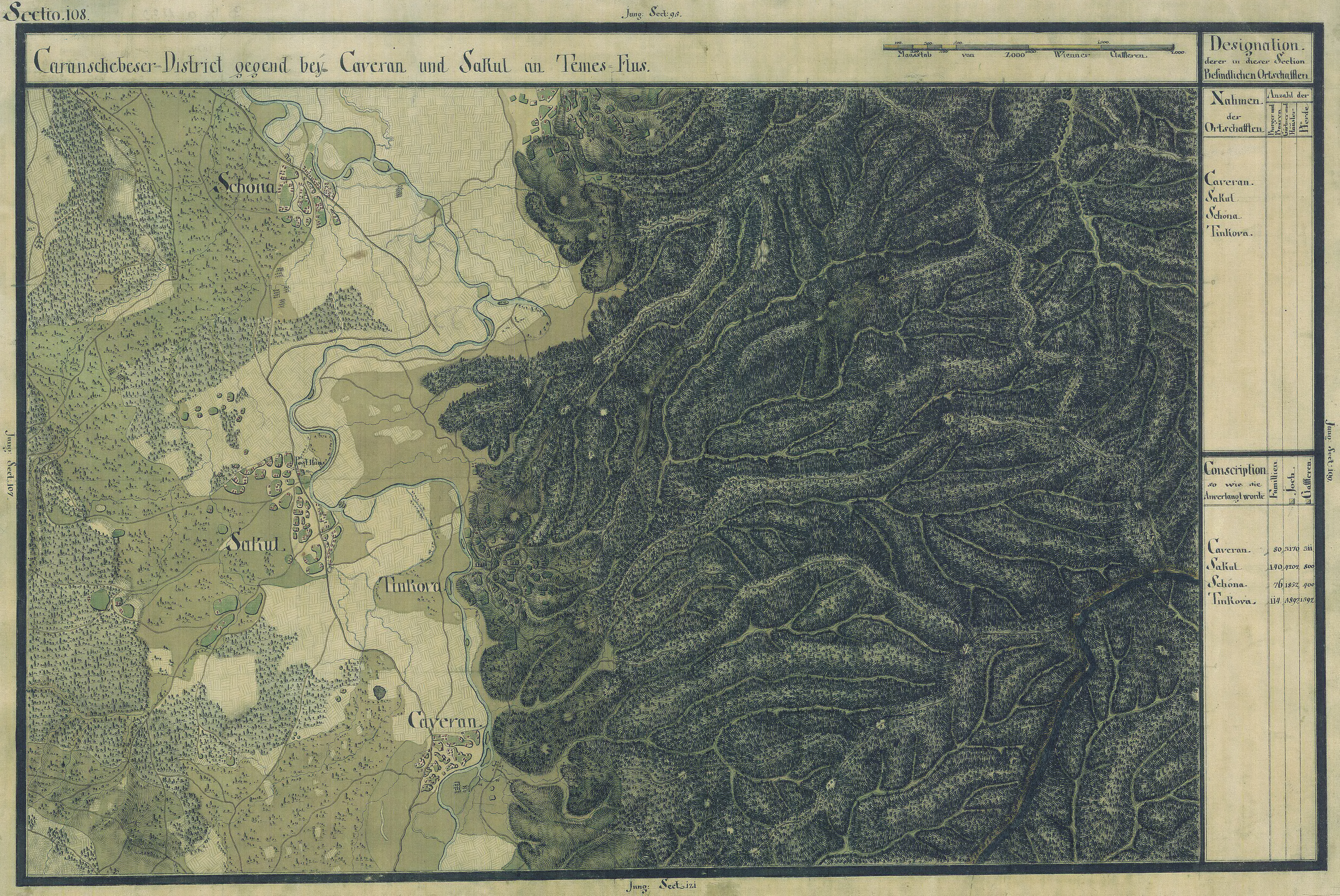
Jena în Harta Iosefină a Banatului, 1769-72